# Robert Zollitsch

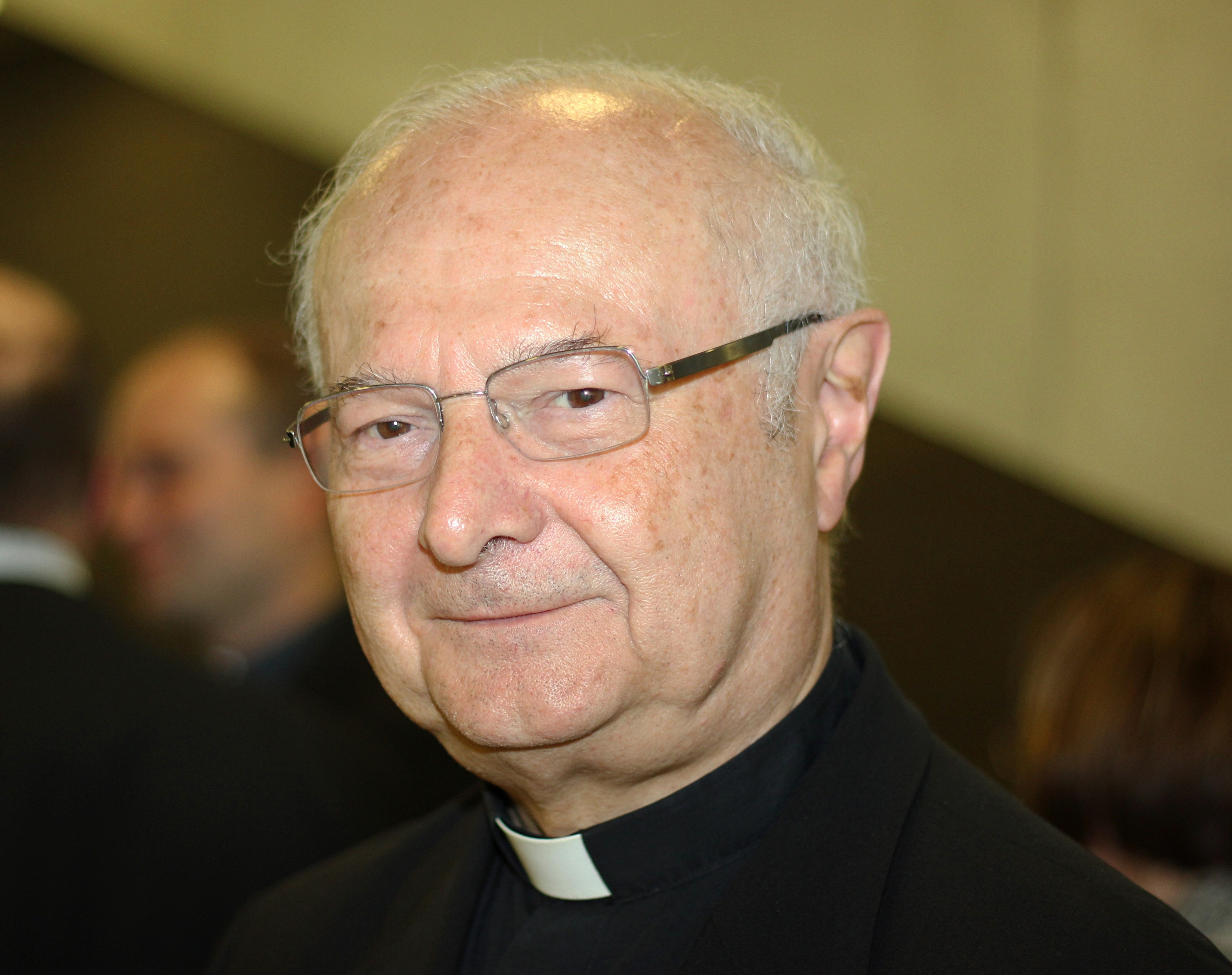
Robert Zollitsch (2013)

Robert Zollitsch (* 9. August 1938 in Filipovo/Jugoslawien) war von 2003 bis 2013 Erzbischof von Freiburg und Metropolit der Kirchenprovinz Freiburg. Zollitsch war von 2008 bis 2014 Vorsitzender der Deutschen Bischofskonferenz und bis 2014  Apostolischer Administrator des Erzbistums Freiburg.
Im April 2023 stellte eine unabhängige Aufarbeitungskommission fest, dass Zollitsch bis Anfang 2014 vielfach sexuellen Missbrauch durch katholische Priester vertuscht und dabei das Kirchenrecht ignoriert hatte. Zuvor hatte Zollitsch bereits im Oktober 2022 in einer Videoansprache solche Fehler zugegeben und die Verantwortung übernommen.

## Kindheit und Ausbildung

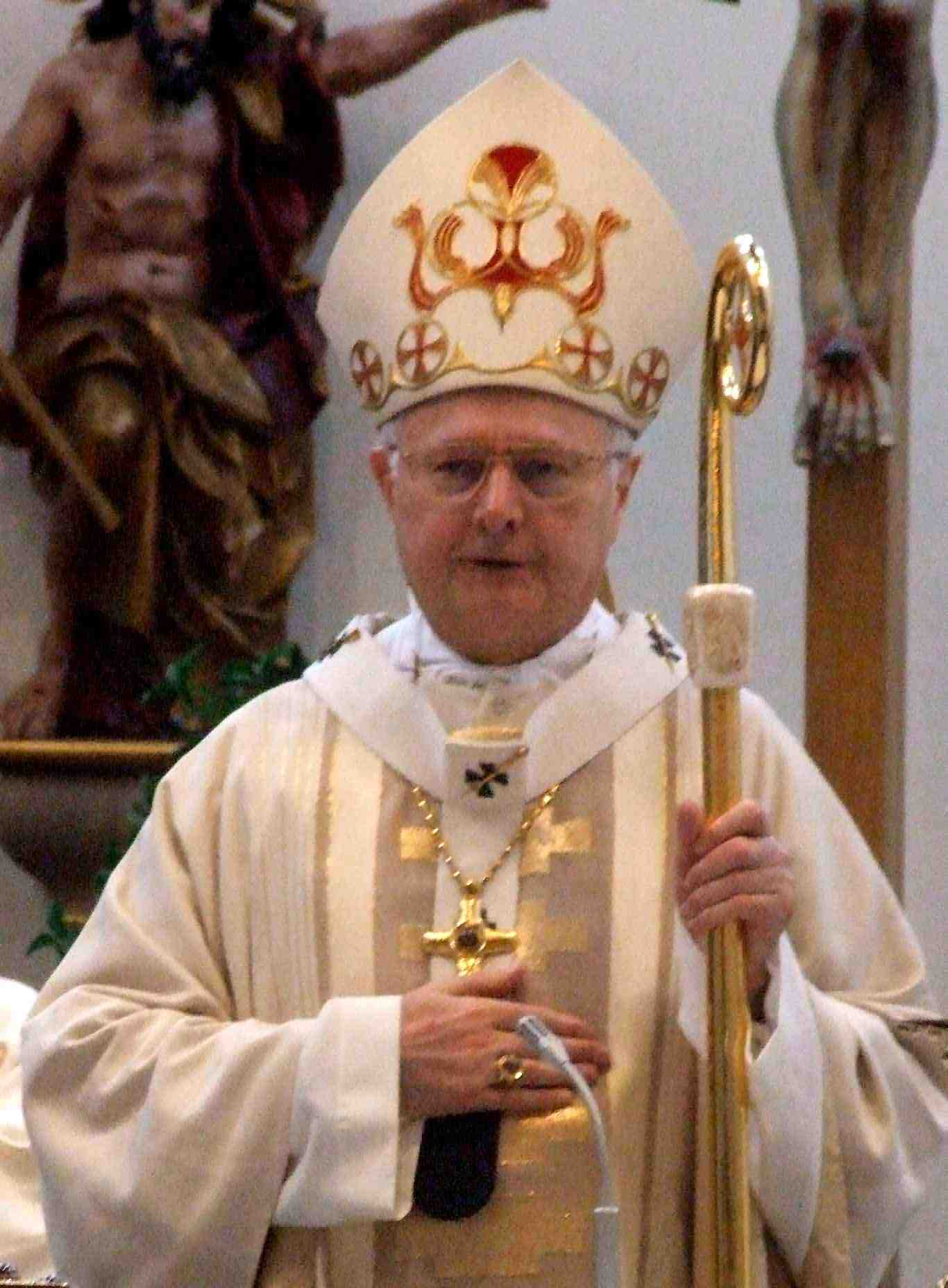
Erzbischof Zollitsch (2006)

Robert Zollitsch wurde 1938 als dritter und letzter Sohn des Hanfhändlers Sebastian Zollitsch (1901–1968) und seiner Frau Theresia, geb. Geiger (1905–1984), in Filipovo (dt. Philippsdorf; heute Bački Gračac, Serbien) in der westlichen Batschka im damaligen Königreich Jugoslawien geboren, wo er auch die ersten Jahre seiner Kindheit verbrachte. Er entstammt einer donauschwäbischen Familie. Am 25. November 1944 wurden 212 deutschstämmige Ortseinwohner von der Jugoslawischen Volksbefreiungsarmee ermordet. Unter den Ermordeten befand sich Zollitschs damals 16-jähriger Bruder Josef. Die deutschstämmige Bevölkerung von Filipovo wurde in das Lager Gakovo im Gemeindegebiet von Sombor deportiert, darunter auch der sechsjährige Robert Zollitsch.
In den Jahren 1945/46 floh die Familie Zollitsch über Ungarn nach Westdeutschland und zog nach Oberschüpf im Landkreis Tauberbischofsheim, wo Zollitsch bis 1951 die Volksschule besuchte.
1953 siedelte die Familie nach Mannheim-Rheinau über.
Seit 1956 ist Zollitsch Mitglied der Schönstattbewegung.
1960 legte er als Internatsschüler des Studienheims St. Michael am Matthias-Grünewald-Gymnasium in Tauberbischofsheim die Reifeprüfung ab.
Ab dem Sommersemester 1960 studierte Zollitsch Philosophie und Katholische Theologie an der Albert-Ludwigs-Universität Freiburg und an der Ludwig-Maximilians-Universität München und legte 1964 in Freiburg die Theologische Hauptprüfung (Concursus pro seminario) ab. Nach der pastoralen Ausbildung im Priesterseminar in St. Peter auf dem Schwarzwald wurde er am 27. Mai 1965 von Erzbischof Hermann Schäufele im Freiburger Münster zum Priester der Erzdiözese Freiburg geweiht.

## Werdegang als Priester und Bischof
Nach zwei Jahren als Vikar in Mannheim (St. Konrad) und Buchen (Odenwald) wurde er im September 1967 als Repetent an das Collegium Borromaeum in Freiburg berufen.
Im Sommer 1972 wurde er zum Dozenten am Priesterseminar der Erzdiözese Freiburg in St. Peter ernannt. Im Mai 1974 wurde er bei Helmut Riedlinger in Freiburg mit einer Untersuchung zu Amt und Funktion der Presbyter in den ersten zwei Jahrhunderten zum Dr. theol. promoviert. Von 1974 bis 1983 leitete er das Erzbischöfliche Theologische Konvikt Collegium Borromaeum in Freiburg.
Von 1983 bis zu seiner Wahl zum Erzbischof 2003 war Zollitsch Personalreferent der Erzdiözese Freiburg. 1984 wurde er zum Domkapitular ernannt. 1992 verlieh ihm Papst Johannes Paul II. den Titel Ehrenprälat Seiner Heiligkeit.
Am 6. Juni 2003 wurde Robert Zollitsch nach dem gesundheitlich bedingten Rücktritt seines Amtsvorgängers Oskar Saier vom Domkapitel von Freiburg im Breisgau zum neuen Erzbischof gewählt und mit Schreiben vom 16. Juni 2003 von Papst Johannes Paul II. zum Erzbischof von Freiburg und Metropoliten der Oberrheinischen Kirchenprovinz ernannt. Am 9. Juli 2003 leistete er den im Reichskonkordat vom 20. Juli 1933 vorgesehenen Eid. Am gleichen Tag spendete ihm Alterzbischof Oskar Saier die Bischofsweihe. Sein Wahlspruch lautete In fidei communione („In der Gemeinschaft des Glaubens“, aus dem Brief des Paulus an Philemon, Phlm 5 ).
2005 wurde er von Kardinal-Großmeister Carlo Kardinal Furno zum Großoffizier des Ritterordens vom Heiligen Grab zu Jerusalem ernannt und am 21. Mai 2005 im Paderborner Dom von Anton Schlembach, Großprior der deutschen Statthalterei, investiert.
2006 wurde er Großkanzler der Gustav-Siewerth-Akademie. Seit 2006 ist er Ehrenmitglied der katholischen Studentenverbindung K.D.St.V. Ferdinandea-Prag zu Heidelberg im CV und seit 2009 der katholischen Studentenverbindung K.D.St.V. Wildenstein Freiburg im Breisgau im CV. Er gehört der Gemeinschaft der Schönstatt-Diözesanpriester an.
Am 12. Februar 2008 wurde er für eine sechsjährige Amtszeit zum Vorsitzenden der Deutschen Bischofskonferenz gewählt.
Beim Papstbesuch in Deutschland 2011 vom 24. bis 25. September 2011 begrüßte Zollitsch den Papst als Diözesanbischof in seinem Heimaterzbistum Freiburg.
Zollitsch war Initiator des Gesprächsforums „Im Heute glauben“ zur Zukunft der katholischen Kirche in Deutschland, das von 2010 bis 2015 stattfand.
Am 17. September 2013 nahm Papst Franziskus Zollitschs altersbedingten Amtsverzicht an und ernannte ihn bis zur Neubesetzung des Bischofstuhls zum Apostolischen Administrator des Erzbistums.
Bis März 2014 verblieb Zollitsch im Amt als Vorsitzender der Deutschen Bischofskonferenz. Sein Nachfolger wurde Reinhard Marx.
Zollitsch lebt heute in einer Einrichtung des betreuten Wohnens in Mannheim.

## Kirchliche und gesellschaftliche Positionen

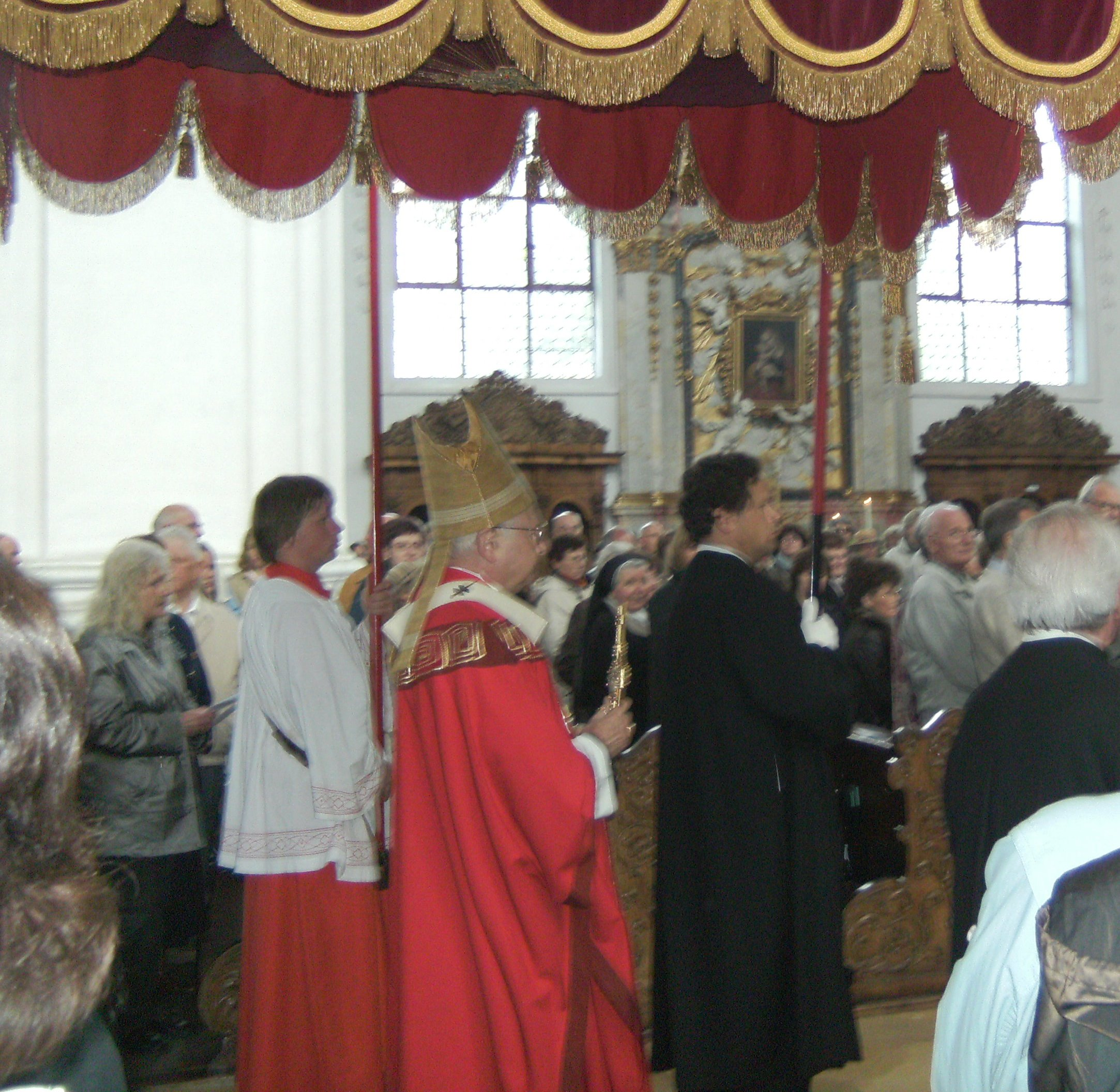
Erzbischof Zollitsch beim Blutfreitag in der Abteikirche Weingarten (2008)

Als Personalreferent entwickelte er für die Neuorganisation der unteren pastoralen Ebene das Konzept der Seelsorgeeinheiten, das bis 2008 flächendeckend umgesetzt wurde. das Konzept wurde weiterentwickelt, und sollte bis 2015 umgesetzt werden.
Am 1. November 2005 setzte er  erstmals in der Geschichte der Erzdiözese Pastorale Leitlinien in Kraft (Titel: „Den Aufbruch gestalten“).
Seit seinem Amtsantritt wurden die Satzungen zahlreicher diözesaner Gremien und Einrichtungen neu gefasst (Pfarrgemeinderäte, Dekanate, Priesterrat). In einer Dekanatsreform zum 1. Januar 2008 wurde die Zahl der Dekanate von bisher 39 auf 26 verringert. Durch die Einführung eines jährlichen Diözesantages und die Förderung der überregionalen Treffen der Priester, der anderen hauptamtlichen Mitarbeiter in der Seelsorge und der Religionslehrer sollte die Entwicklung des Diözesanbewusstseins gefördert werden. Das Jahr 2006 wurde mit einer Vielzahl von Veranstaltungen als Jahr der Berufung thematisch gestaltet.
Die Priesterausbildung wurde neu geordnet: Das Priesterseminar wurde von St. Peter auf dem Schwarzwald in das Collegium Borromaeum nach Freiburg verlegt. Die Priesterausbildung wurde mit stärkerem Praxisbezug gestaltet.
Im Februar 2008 betonte Zollitsch das Recht der Muslime auf Moscheen. Zollitsch ermahnte zu Ostern 2008 die Massenmedien und die Eltern, ihrer Verantwortung gerecht zu werden.
Am 2. April 2008 nahm er am traditionellen Blutritt, der größten Reiterprozession Europas in Weingarten, teil. In seiner Predigt im Pontifikalamt in der Basilika St. Martin rief er die versammelten Gläubigen dazu auf, verstärkt missionierend zu wirken und den Sonntag als unverzichtbares Merkmal des Christentums in einer zunehmend säkularen Umwelt zu verteidigen.

### Umgang mit Kindesmissbrauch in der Kirche
Seit Anfang 1992 war Zollitsch bekannt, dass der Pfarrer Franz B. in Oberharmersbach Kinder missbraucht hatte. Als dieser nach einer Anzeige 1995 Suizid beging, schrieb Zollitsch als Personalreferent der Erzdiözese Freiburg: „Nach unserer Auffassung geht es nun darum, den Schaden möglichst zu begrenzen (…) Herr Pfarrer B. ist tot und hat keine Möglichkeit mehr, Stellung zu nehmen oder sich zu wehren. Man sollte ihn in Ruhe lassen.“
Anfang Juni 2010 wurde er wegen Beihilfe zum Kindesmissbrauch in seiner früheren Funktion als Personalreferent des Erzbistums Freiburg angezeigt. Dabei ging es um die Wiedereinstellung eines Priesters im Jahr 1987, welcher in den 1960er-Jahren mehrfach Kinder missbraucht hatte. Dies sei Zollitsch laut Anzeige bekannt gewesen. Die Zuständigkeiten in dem Fall waren verworren. Knapp zwei Monate später wurden die Ermittlungen aufgrund von Verjährung eingestellt. Bis dahin hatte sich kein Beweis ergeben, dass der Priester nach der Neueinstellung weitere Taten begangen hatte, was Voraussetzung für eine strafbare Beihilfe gewesen wäre.
In einer auf den 31. August 2022 datierten Erklärung, die er am 6. Oktober 2022 auch als Video-Statement veröffentlichte und die sich auch an die Angehörigen der Betroffenen und alle Katholiken richtete, entschuldigte sich Zollitsch bei den Opfern, ohne dabei auf einzelner Fälle einzugehen: „Ich habe mit meinem damaligen Verhalten und Handeln, Dokumentieren und Entscheiden gravierende Fehler gemacht und die Gefahren – auch von erneutem Missbrauch – verkannt. Das bereue ich von ganzem Herzen. Es tut mir aufrichtig leid.“ Zollitsch gestand große Fehler und persönliche Schuld bei der Aufarbeitung von sexualisierter Gewalt und Missbrauch im Rahmen seiner Tätigkeit als Personalverantwortlicher und Erzbischof ein; er bat die Opfer und ihre Familien um Verzeihung „für das zusätzliche Leid, das Ihnen mein Verhalten bereitet hat“. Er habe versucht, Missbrauchsvorwürfe „intern“ zu behandeln, anstatt die Fälle offenzulegen, da er fälschlicherweise zu sehr das Wohl der Kirche und zu wenig die Fürsorge und Anteilnahme für die Betroffenen im Blick gehabt habe. Im Umgang mit Missbrauchstätern sei er lange „zu naiv und zu arglos“ gewesen und habe den Aussagen und Versprechungen von Tätern nur allzu gerne geglaubt. Die herrschende Atmosphäre in der Bistumsleitung beschrieb er als ein „System, das im Umgang mit sexualisierter Gewalt von einer gewachsenen und einvernehmlich getragenen Kultur des Schweigens und der Verschwiegenheit nach außen, des Korpsgeistes und des Selbstschutzes“ geprägt gewesen sei.
In einem im April 2023 vorgestellten Bericht einer unabhängigen Aufarbeitungskommission wurde festgestellt, dass Zollitsch „das kanonische Recht – also das Kirchenrecht – im Zusammenhang mit Missbrauchsfällen komplett ignoriert“ habe. Zollitsch habe mit Rückendeckung des Sekretariats der Bischofskonferenz bis Anfang 2014 den Missbrauch vertuschen können.
Im April 2023 fasste die Frankfurter Allgemeine Zeitung nach der Veröffentlichung des Berichts der unabhängigen Aufarbeitungskommission Zollitschs Umgang mit sexualisierter Gewalt und Missbrauch im Rahmen seiner Tätigkeit als Personalverantwortlicher und Erzbischof so zusammen: „abwiegeln, vertuschen, lügen auch gegenüber der Staatsanwaltschaft“.
Anlässlich der Veröffentlichung des Berichts erklärte Robert Zollitsch am 17. April 2023, er habe sich „aus Rücksicht auf die Betroffenen von sexualisierter Gewalt und aus Respekt vor einer notwendigen und vollständigen Aufarbeitung Schweigen auferlegt“. Am 21. April 2023 gab er die Verdienstorden der Bundesrepublik Deutschland und des Landes Baden-Württemberg sowie die Große Staufermedaille in Gold zurück. Gleichzeitig erklärte er gegenüber Erzbischof Burger, dass er auf das Privileg verzichte, in der Bischofsgruft des Freiburger Münsters beigesetzt zu werden.

### Zölibat
In einem Interview des Nachrichtenmagazins Der Spiegel 2008 sprach er sich „gegen Denkverbote“ beim Thema Zölibat aus und bezeichnete die Verbindung von Priestertum und Ehelosigkeit als nicht „theologisch notwendig“.
Diese Stellungnahme fand auch deshalb besondere Beachtung, weil er sie zwei Tage vor seinem Amtsantritt als Vorsitzender der Bischofskonferenz machte. Ferner sprach sich Zollitsch in dem Spiegel-Interview für eine Öffnung der katholischen Kirche gegenüber neuen gesellschaftlichen Gruppierungen aus und kritisierte polarisierende Formulierungen zum Thema Kinderkrippen: „Begriffe wie Gebärmaschinen oder Herdprämie gehören nicht zu meinem Wortschatz und machen jede Diskussion im Ansatz kaputt. Wir brauchen Kinderkrippen, weil viele Eltern sie einfach benötigen.“
Berühmt wurde ein Zitat Zollitschs 2011, in dem er sich gegen einen Zusammenhang von Zölibat und den Missbrauchsfällen der katholischen Kirche wendete: „Sexueller Missbrauch von Kindern ist kein spezifisches Problem der katholischen Kirche. Es hat weder etwas mit dem Zölibat zu tun noch mit Homosexualität, noch mit der katholischen Sexuallehre. Deshalb brauchen wir auch keinen runden Tisch speziell für die katholische Kirche.“
2012 bezeichnete sich Zollitsch selbst als „konservativ im guten Sinne“.

### Soziale Marktwirtschaft
Auf Distanz ging er im Spiegel Interview zur CDU: sie habe sich „stärker neoliberalen Thesen angenähert“ und stehe dabei „in der Gefahr, die soziale Marktwirtschaft oder das Soziale nicht mehr genügend im Blick zu haben.“ Die Nähe zwischen CDU und katholischer Kirche sei „deshalb geringer geworden“ und andere Parteien wie SPD und Grüne nähmen „Dinge, die uns wichtig sind, stärker auf als früher“.

### Ökumene
In einem Gespräch mit dem Magazin Der Spiegel warb Zollitsch 2008 für eine bessere Beziehung zur evangelischen Kirche. Die römische Erklärung über das, was Kirche sei, habe Verstimmung bei den Protestanten ausgelöst. Die evangelische Kirche „ist Kirche, aber eine andere. Nach katholischem Verständnis ist sie nicht im vollumfassenden Sinn Kirche. Sie ist Kirche. Ich kann ihr das nicht absprechen.“

### Homosexualität, 2008
Im Zusammenhang mit Homosexualität sprach er von einer „Veranlagung“ und einer „Realität“. Der Staat kann seiner Ansicht nach auch für diese Gruppe gesetzliche Regelungen wie etwa die Lebenspartnerschaft treffen. Den Begriff Ehe hält er in diesem Zusammenhang für falsch, „weil damit suggeriert wird, dass da etwas mit der Ehe zwischen Mann und Frau gleichgestellt wird.“

### Grundgesetz, 2009
Am 30. Mai 2009 fand zum Anlass des 60. Jahrestages der Verkündigung des Grundgesetzes für die Bundesrepublik Deutschland ein ökumenischer Festgottesdienst im Bonner Münster statt. Eingeladen hatte die Arbeitsgemeinschaft Christlicher Kirchen (ACK) in Bonn. Es zelebrierten vor allem Robert Zollitsch, Metropolit Augoustinos von Deutschland und der Bayerische Landesbischof Johannes Friedrich. Zollitsch bemerkte in seiner Ansprache: Das Jubiläum sei nicht nur als eine „Erinnerung an eine gute Vergangenheit“, sondern als ein „beständiger Auftrag“ zu werten. Es gelte „für die Bestimmungen des Grundgesetzes die richtige Anwendung auf die Fragen unserer Zeit“ zu finden. Die Werteordnung des Grundgesetzes, die in „besonderer Weise dem christlichen Menschenbild“ entspreche, müsse jeden Tag „neu mit Leben“ erfüllt werden.

### Papstrede im Bundestag, 2011
Im April 2011 forderte er von den Abgeordneten Anwesenheit während der angekündigten Rede des Papstes vor dem Bundestag, die dieser während seines Deutschlandaufenthaltes im September 2011 hielt. Der Focus zitiert Zollitsch mit den Worten: „Die demokratische Grundeinstellung unserer Abgeordneten wird sich an deren Präsenz im Bundestag während der Rede zeigen. Es würde für sich sprechen, wenn jemand aus Protest dieser für unser Land historischen Stunde fern bliebe.“

## Überdiözesane Ämter
Am 12. Februar 2008 wurde Zollitsch zum Vorsitzenden der Deutschen Bischofskonferenz gewählt. Das Amt trat er am 18. Februar an und übte es bis zum 12. März 2014 aus; sein Nachfolger wurde Reinhard Marx. Zollitsch war Mitglied der Kommission für Geistliche Berufe und Kirchliche Dienste (Kommission IV) der Bischofskonferenz. Er ist Mitglied des Universitätsbeirates der Universität Freiburg, Großkanzler der Gustav-Siewerth-Akademie und Bischöflicher Protektor der Kinderhilfe Bethlehem. Seit 2011 ist Zollitsch Mitglied des Päpstlichen Rats zur Förderung der Neuevangelisierung.

## Auszeichnungen und Ehrungen
- 1982: Ernennung zum Päpstlichen Ehrenkaplan (Monsignore)
- 1992: Ernennung zum Päpstlichen Ehrenprälaten
- 2008: Ehrendoktorwürde der Kardinal-Stefan-Wyszyński-Universität Warschau[32]
- 2008: Ehrenplakette des Bundes der Vertriebenen
- 2011: Verdienstorden des Landes Baden-Württemberg (zurückgegeben am 21. April 2023)
- 2013: Adolph-Kolping-Plakette[33]
- 2014: Große Staufermedaille in Gold (zurückgegeben am 21. April 2023[34])
- 2014: Großes Bundesverdienstkreuz mit Stern (Verleihung am 3. Oktober 2014 von Bundespräsident Joachim Gauck; zurückgegeben am 21. April 2023[35])

Erzbischofswappen von Robert Zollitsch

## Schriften
- Amt und Funktion des Priesters. Eine Untersuchung zum Ursprung und zur Gestalt des Presbyterats in den ersten zwei Jahrhunderten (= Freiburger theologische Studien, Bd. 96). Herder, Freiburg i. Br. 1974, ISBN 3-451-17077-3 (Zugl: Freiburg (Breisgau), Univ., Diss., 1973 u.d.T.: Amt und Funktion der Presbyter in den ersten zwei Jahrhunderten).
- Zum Dienst der Ehrenamtlichen in den Pfarreien und Seelsorgeeinheiten. Freiburg i. Br.: Erzbischöfliches Ordinariat 2003.
- Aufbruch im Umbruch. Optionen für eine pastorale Schwerpunktsetzung in der Erzdiözese Freiburg. Erzbischöfliches Seelsorgeamt, Freiburg i. Br. 2003.
- Suchende Menschen finden den Stern. Ein Begleiter für die Advents- und Weihnachtszeit. Herder, Freiburg i. Br. 2008.

## Erzbischofswappen
Vierfach geteilt, zeigt es in Feld 1 und 4 das Wappen des ehemaligen Bistums Konstanz, das von der Erzdiözese Freiburg übernommen wurde. Feld 2 und 3 sind nochmals unterteilt, eine rote Rose auf weißem Grund und eine fünfblättrige weiße Rose auf rotem Grund, entnommen aus dem Wappen der Familie Zollitsch, die sich bis 1532 zurückverfolgen lässt. Die Rose, die „Königin der Blumen“, ist auch ein Symbol für Maria, die Mutter Gottes.
Das Doppelkreuz sowie der grüne Bischofshut mit 20 grünen Quasten und das Pallium umrahmen das Wappen des Erzbischofs.